# Trzebiel
Trzebiel (în germană Triebel) este un satcu 1400 loc. (în 2004) situat aproape de granița cu Germania în voievodatul Lubusz, Polonia.